# 공주 갑사 소조삼세불
갑사 소조삼세불(甲寺 塑造三世佛)은 충청남도 충청남도 공주시 계룡면, 갑사에 있는 불상이다. 2002년 1월 10일 충청남도의 유형문화재 제165호로 지정되었다.
갑사 소조삼세불은 갑사 대웅전에 석가모니불을 주불로 중앙에 봉안하고 우측에 아미타불, 좌측에 약사불을 봉안하여 삼세불의 봉안형식을 취하고 있다. 협시불(脇侍佛)로는 문수보살, 보현보살, 관세음보살, 대세지보살의 4대보살을 봉안하고 있다.
석가여래상은 항마촉지인상(降魔觸地印像)이다. 상호는 둥글며 양미간에 백호가 있고 목에는 삼도(三道)가 있고 법의(法衣)는 통견(通絹)이며 가슴 부분이 벌어졌는데 조선시대 불상으로는 우수한 불상이라 할 수 있다. 아미타여래상의 수인(手印)은 오른손은 가슴앞에서 엄지와 중지를 대고 있으며 왼손은 무릎위에서 엄지와 중지를 대고 있어 아미타여래의 9품인(九品印)중 중품중생인(中品中生印)에 해당한다. 약사여래상도 소조(塑造)의 좌상(坐像)이며 협시보살로서 4대보살상은 모두 소조의 입상(立像)이다.

## 같이 보기
- 갑사

## 참고 자료
- 갑사소조삼세불 - 국가유산청 국가유산포털